# Synnøve Karlsen
Synnøve Karlsen (Glasgow, 30 luglio 1996) è un'attrice scozzese.

## Biografia
Di origini norvegesi, ha frequentato la Guildhall Drama School e, nel 2017, ottiene il suo primo ruolo televisivo, interpretando la protagonista Holly nella serie Clique. Nel 2018 interpreta la nobildonna Clarice Orsini, moglie di Lorenzo il Magnifico (interpretato da Daniel Sharman) nella serie televisiva I Medici.

## Filmografia

### Cinema
- Ultima notte a Soho (Last Night in Soho), regia di Edgar Wright (2021)

### Televisione
- Clique – serie TV, 12 episodi (2017-2018)
- I Medici – serie TV, 16 episodi (2018-2019)
- Il villaggio dei dannati (The Midwich Cuckoos) – serie TV, 7 episodi (2022)
- Bodies, regia di Marco Kreuzpaintner e Haolu Wang (2023)
- Miss Austen, regia di Aisling Walsh – miniserie TV (2025)
- Fondazione (Foundation) – serie TV (2025)

### Cortometraggi
- V (2017)
- Dead Birds (2018)

## Doppiatrici italiane
Nelle versioni in italiano delle opere in cui ha recitato, Synnøve Karlsen è stata doppiata da:
- Emanuela Ionica in Clique
- Monica Bertolotti ne I Medici
- Ludovica Bebi in Ultima notte a Soho
- Sara Labidi ne Il villaggio dei dannati
- Martina Felli in Bodies